# Give Me All Your Luvin'
Give Me All Your Luvin' (на български: Дай ми всичката си любов) е песен на американската певица и актриса Мадона, с участието на Ники Минаж и Ем Ай Ей и първи сингъл от дванадесетия ѝ студен албум MDNA, пуснат на пазара дигитално на 3 февруари 2012. Демо версия под името Give Me All Your Love бе лийкнала на 8 ноември 2011.

## Формати
Дигитално сваляне
1. „Give Me All Your Luvin'“ (с Ники Минаж и M.I.A.) – 3:22

Дигитално сваляне – Party Rock Remix
1. „Give Me All Your Luvin'“ (Party Rock Remix) [с LMFAO и Ники Минаж] – 4:03

CD сингъл
1. „Give Me All Your Luvin'“ (с Ники Минаж и M.I.A.) – 3:22
2. „Give Me All Your Luvin'“ (Party Rock Remix)  [с LMFAO и Ники Минаж] – 4:01

EP Remix
1. „Give Me All Your Luvin'“ (Laidback Luke Remix) – 6:06
2. „Give Me All Your Luvin'“ (Nicky Romero Remix) – 5:54
3. „Give Me All Your Luvin'“ (Party Rock Remix)  [с LMFAO и Ники Минаж] – 4:01
4. „Give Me All Your Luvin'“ (Sultan + Ned Shepard Remix) – 5:59
5. „Give Me All Your Luvin'“ (Oliver Twizt Remix) – 4:48
6. „Give Me All Your Luvin'“ (Demolition Crew Remix) – 7:02